# جويري ديكرفي
جويري ديكرفي (27 أبريل 1988 في بلجيكا - ) هو لاعب كرة قدم بلجيكي في مركز الوسط. شارك مع منتخب بلجيكا تحت 21 سنة لكرة القدم. أما مع النوادي، فقد لعب مع رويال أنتويرب وليرس ونادي سينت ترويدن وK.S.V. Roeselare ‏.

## وصلات خارجية
- جويري ديكرفي على موقع الاتحاد البلجيكي (الإنجليزية)
- جويري ديكرفي على موقع قاعدة بيانات كرة القدم.إي يو (الإنجليزية)
- جويري ديكرفي على موقع Soccerway.com (الإنجليزية)